# Richard de Mediavilla
Richard de Mediavilla ou Richard de Middleton, Richard de Menneville (Latin : Ricardus de Mediavilla)  est un franciscain, théologien et philosophe scolastique de la fin du XIIIe siècle qui suit Thomas d'Aquin, il est contemporain d'Henri de Gand et de Godefroid de Fontaines, et annonce le tournant de la pensée qui apparaît chez Duns Scot et chez Guillaume d'Ockham, né vers 1249, et mort le 30 mars 1302 ou 1303, mais peut-être aussi plus tard, en 1308.

## Biographie

### Ses origines et son nom
Malgré bien des recherches, il n'a pas été possible de préciser son pays d'origine, Angleterre ou France, ses dates de naissance et de mort. Il est connu sous différents noms suivant les biographes. Les anciens biographes anglais, Leland, Bale, Little, Kingsford, le nomment Richard de Middleton ou Richard de Middletown et le font naître en Angleterre, sans pouvoir préciser dans laquelle des villes anglaises il serait né. Thomas Fuller (1608-1661) a proposé Middleton Stoney dans l'Oxfordshire ou Middleton Cheney dans le Northamptonshire comme lieu de naissance, et Paris comme lieu de décès. Il le fait étudier à l'université d'Oxford, mais ce n'est pas prouvé cependant on trouve dans sa doctrine de nombreux éléments apparentés aux doctrines oxfordiennes. Il le surnomme Doctor Fundatissimus. Franz Ehrle a trouvé le titre de Doctor Solidus dans la bibliothèque de la cathédrale d'Erfurt
Le R. P. Willibrord Lampen, O. F. M., a présenté un article dans l'Archivum historicum Franciscanum (t. XVIII, 1925, p. 298) dans lequel il met en doute l'origine anglaise de Richard et propose de substituer à Middleton celui de Media Villa. Dans le ms. 139 de Merton College d'Oxford, le scribe a écrit en tête du premier quodlibet : Primum quodlibet fratris Ricardi di Mediavilla. On peut traduire Mediavilla par Menneville ou Moyenne ville en Picardie. Ce nom de Media Villa se retrouve dans le manuscrit 144 d'Assise. Dans le livre de Barthélemy de Pise De conformitate Vitae B. P. Francisci ad Vitam Domini Nostri Jesu Christi il raconte l'histoire de l'ordre franciscain pendant son premier siècle d'existence et cite « Frater Richardus de Mediavilla magister fuit; scripsit super Sententias multum utiliter, et postillas cum aliis pluribus fecit ». Menneville était appelée Media-villa dans un manuscrit de 1340. Alain Boureau le fait naître en Picardie vers 1249. Louis-Jacques Bataillon a rappelé dans une note d'un article publié en 1994 qu'un manuscrit trouvé au Jesus College de Cambridge, 57 f.168v, indiquait « Item summa fratris minoris nomine mediavilla, hoc est de menevyle et questiones eiusdem de quolibet », en a déduit que Richard de Mediavilla était originaire de Menneville.
Dans son étude sur Richard de Middleton, Edgar Hocedez indique que ses trois plus anciennes biographies ont été rédigées par saint Antonin, mort en 1459, dans la Summa historica, dans Firmamentum trium ordinum publié en 1512 et par l'abbé Johannes Trithemius (1462-1516), dans De scriptoribus ecclesiasticis.

### Théologien franciscain et philosophe scolastique
Louis-Jacques Bataillon a montré que son pays d’origine était Menneville, en Picardie. C’est à Paris qu’il a enseigné et rédigé ses traités qui lui ont acquis la célébrité. Il est à Paris vers 1280 d’après le Firmamentum trium ordinum, fol. XLII, c. 2. Dans les Annales ordinis Minorum, Luc de Wadding indique de Richard de Mediavilla est à Paris en 1278.
Son livre sur les commentaires sur les Sentences de Pierre Lombard, œuvre de bachelier, date probablement de 1282/1283. Sa licence de théologie peut donc dater de 1284. Son nom apparaît dans deux actes de l'affaire de Pierre de Jean Olivi. Il a été désigné par le ministre général franciscain Bonagrazia de Bologne au retour du chapitre de Strasbourg comme un des sept théologiens devant étudier les écrits d'Olivi. Dans le premier acte traite de la demande d'enquête sur ses écrits où il est cité comme bachelier parmi les sept théologiens consultés. Le second acte concerne l'apologie présentée par Olivi en 1285 où il est présenté comme maître.
Il a été maître régent de la chaire franciscaine de théologie de l'université de Paris en 1284 et 1287. 
Son enseignement commence après la condamnation, le 7 mars 1277, par l'évêque de Paris, Étienne Tempier, des thèses "averroïstes" défendues par des maîtres de la faculté des arts. Pour Franz Ehrle c'est une réaction de l'augustinisme défendue par les maîtres conservateurs de la faculté de théologie de Paris et les franciscains contre l'aristotélisme païen et les audaces doctrinales de la faculté des arts. Pour Étienne Gilson, cette position de la faculté des arts, « ce triomphe d'Aristote sur saint Augustin, qu'était-ce au fond sinon la revanche du paganisme antique sur la vérité de l'Évangile ?». En même temps qu'une condamnation du paganisme antique, il y avait aussi une condamnation de quelques thèses de Thomas d'Aquin, en particulier les thèses thomistes sur l'unité du monde, l'individuation des esprits et du corps, la localisation des substances spirituelles et l'opération volontaire. Ces différents thèmes ont fait l'objet des écrits de Richard de Mediavilla à partir de 1285 jusqu'en 1296.
Il a disputé trois quodlibets. Traditionnellement, on a admis qu'il y en a eu un par année d'enseignement, mais Alain Boureau écrit qu'ils ont été rédigés au milieu des années 1290 en remarquant que six des questions du troisième quodlibet se rapportent à la situation de Louis d'Anjou, prince héritier du royaume de Naples vers 1295, que la question 30 du deuxième quodlibet est à mettre en rapport avec la bulle pontificale Clericis laicos fulminée par le pape Boniface VIII le 25 février 1296 et rendue publique le 21 avril dans laquelle il discute en détail l'imposition fiscale des clercs. Diverses questions sont liées au miracle de Notre Dame de Lorette qui aurait été transportée par les anges de Palestine à Trst, près de Rijeka, en 1291, puis à Loreto dans la nuit du 9 au 10 décembre 1294. La position d'Alain Boureau est critiquée par Max Lejbowicz.
En 1284, Charles II d'Anjou, roi de Naples, est fait prisonnier et gardé en captivité à Barcelone. Il est libéré après la signature de traité de Canfranc, le 8 novembre 1288, à la condition de laisser en Aragon trois de ses fils en otage, Louis, Robert et Raymond-Bérenger. Les princes sont libérés après le traité d'Anagni signé le 12 juin 1295. D'après la déposition de Guillaume de Cornillon au procès de canonisation de Louis d'Anjou, saint Louis de Toulouse, Richard de Mediavilla a été le maître de Louis d'Anjou en 1296, à Naples. Pendant sa captivité, Louis d'Anjou était accompagné par deux franciscains, François Brun (Francesco Bruno en italien), son confesseur, qui a été évêque de Gaète en 1306, et Pierre Scarrier, maître de Louis d'Anjou deux ans après le début de sa captivité, qui a été évêque de Rapolla en 1308. Edgar Hocedez écrit que Richard de Mediavilla a été le professeur de Louis d'Anjou avec Guillaume de Falgar et Ponce Carbonnel dès 1288, mais sans en donner une preuve. Edgar Hocedez remarque que Richard de Mediavilla n'est pas mentionné dans le testament de Louis d'Anjou. L'abbé Palémon Glorieux écrit que Richard de Médiavilla et Guillaume de Falgar ont été consultés par Louis d'Anjou.
Le 20 septembre 1295, à Metz, il est élu Ministre de la Province de France par le chapitre de l'ordre des franciscains.
Malgré l'orientation traditionnelle augustinienne de la théologie franciscaine à la suite de saint Bonaventure, il a adopté de nombreuses propositions de Thomas d'Aquin en ce qui concerne la nature de la connaissance mais a critiqué plusieurs de ses thèses.
Le lien de Mediavilla avec l'augustinisme est particulièrement évident dans ses thèses sur la volonté, bien qu'il ne soit pas entièrement d'accord avec Guillaume de Ware et Matteo d'Acquasparta. Pour lui, la volonté comptait plus que l'esprit parce qu'il pensait qu'il était plus correct d'aimer Dieu que de le comprendre. Comprendre Dieu sans aimer Dieu détournerait l'homme de Dieu, et il considérait la liberté comme la clé de la volonté. La supériorité de la volonté humaine sur la raison est évidente dans la structure de la théologie de Mediavilla.
Mediavilla croyait que les Écritures dictaient des règles et des interdictions et promettaient aux gens de donner des exemples qu'ils pouvaient suivre ou éviter. L'étude des Écritures améliore l'âme et le rapproche de Dieu par la peur et l'amour. La théologie est plus une science pratique car si elle était spéculative, elle diminuerait la foi chrétienne.
Richard de Mediavillia a rejeté la théorie de l'illumination divine de saint Bonaventure et de ses disciples pour expliquer la connaissance intellectuelle de l’homme qui admet que la connaissance de l’essence universelle et nécessaire des choses ne peut pas être acquise sans la collaboration divine. Richard de Mediavilla reprend les thèses gnoséologiques aristotéliciennes, les hommes peuvent accéder à la connaissance par l'abstraction de l'esprit des expériences des sens, par les moyens de ses propres efforts de l'esprit et non par l'illumination divine. Dieu ne peut être connu qu'en recherchant l'origine ou la fin des êtres.

## Publications

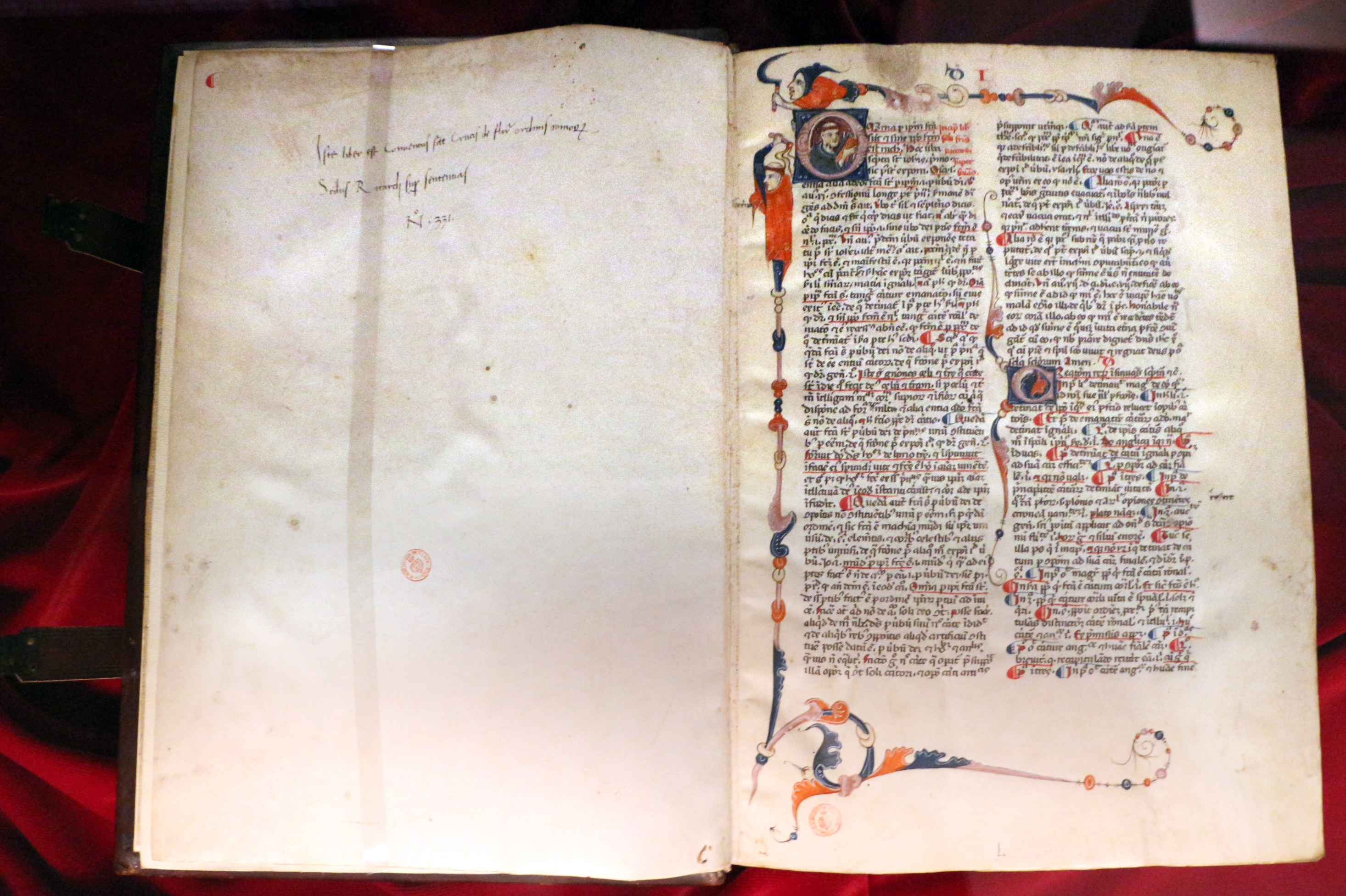
Commentaires sur les Sentences de Pierre Lombard
Biblioteca Medicea Laurenziana

### Manuscrits
- Bernard de Clairvaux, Sermones super cantica canticorum, Liber de diligendo Deo, Pierre de Falco, 25 questions disputées, Richard de Mediavilla, Quinque quodlibeta f. Ricardi frm minorum, Bibliothèque nationale de France : présentation du manuscrit Latin 14305. C'est le seul manuscrit attribuant 5 quodlibets à Richard de Mediavilla (voir Abbé Palémon Glorieux, La littérature quodlibétique, p. 271)
- Richardus de Mediavilla, Quartus liber super Sententia, 1301-1400 Bibliothèque nationale de France, ms. Latin 14563
- Questio fratris Ricardi de gradu formarum, 1301-1325 Bibliothèque nationale de France, ms. Latin 15962, feuillets 169r-181r[15]
- ''Commentarius in Apocalypsim'', 1201 - 1300, Bibliothèque multimédia intercommunale d'Epinal, MS 144 P/R

### Éditions anciennes
- Sacre theologie doctoris eximij Ricardi de Mediauilla, 1509 (lire en ligne)
- Authorati theologi Ricardi de media villa : minoritane familie ornamenti tria recognita reconcinnataque quodlibeta : nunc primo ut sacre pagine cultorib ferant opem in lucem prodeunt assignatis ubique ut funditus sententie hauriantur doctorum locis, 1509 (lire en ligne)
- Clarissimi theologi Magistri Ricardi de Mediavilla Seraphici ord. min. convent. super quatuor libros sententiarum Petri Lombardi quaestiones subtilissimae, nunc demum post alias editiones digilentiu, ac laboriosius (quoad fieri potuit) recognitæ, et ab erroribus innumeris castigatæ, necnon conclusionibus ad singulas quaestiones adauctæ, et illustratæ, a R.P.F. Ludouico Siluestrio a S. Angelo in Vado, doctore theologo, et eiusdem instituti professore, Apud Vicentium Sabbium, Bixiæ (Vicenzo Nicolini de Sabbio, Brescia), 1590 (lire en ligne)
- Quolibeta doctoris eximii Ricardi de Mediavilla ordinis Minorum, quaestiones octuaginta continentia, Apud Vicentium Sabbium, Bixiæ, 1591

### Éditions modernes
- Questions disputées. Introduction générale, Les Belles Lettres, Paris, 2012, tome 1, Questions 1-8. Le Premier principe. L'individuation,  (ISBN 978-2-251-61003-0), compte rendu par Emmanuel Bain, dans Bibliothèque de l'École des chartes, 2012, tome 170, livraison 1, p. 284-285
- Question disputées, Les Belles Lettres, Paris, 2012, tome 2, Questions 9-13. La question de l'ange, 1; La puissance de l'intellection,  (ISBN 978-2-251-61004-7)
- Questions disputées, Les Belles Lettres, Paris, 2013, tome 3, Questions 14-22. La question de l'ange, 2; Volonté, mouvement et temps,  (ISBN 978-2-251-61006-1)
- Questions disputées, Les Belles Lettres, Paris, 2011, tome 4, Questions 23-31. Les Démons,  (ISBN 978-2-251-06001-9)
- Questions disputées, Les Belles Lettres, Paris, 2013, tome 5, Questions 32-37. La vision béatifique et le savoir des anges,  (ISBN 978-2-251-61007-8)
- Questions disputées, Les Belles Lettres, Paris, 2014, tome 6, Questions 38-45. L'Homme,  (ISBN 978-2-251-61008-5)
- Premier quodlibet, Les Belles Lettres, Paris, 2015,  (ISBN 978-2-251-61009-2)
- Deuxième quodlibet, Les Belles Lettres, Paris, 2016,  (ISBN 978-2-251-61010-8)
- Troisième quodlibet, Les Belles Lettres, Paris, 2017,  (ISBN 978-2-251-44635-6)